# 이케다 고키
이케다 고키(일본어: 池田 向希, 1998년 5월 3일~)는 일본의 육상 선수로 주 종목은 경보이다. 2020년 하계 올림픽에서 남자 경보 20km 부문 은메달을 획득했고, 2022년 세계 선수권 대회에서 경보 20km 은메달을 획득했다.